# Depot I von Litoměřice
Das Depot I von Litoměřice (auch Hortfund I von Litoměřice) ist ein Depotfund der frühbronzezeitlichen Aunjetitzer Kultur aus Litoměřice im Ústecký kraj, Tschechien. Es datiert in die Zeit zwischen 1800 und 1600 v. Chr. Das Depot befindet sich heute im Nationalmuseum in Prag.

## Fundgeschichte
Das Depot wurde erstmals 1897 erwähnt. Die Fundumstände und die genaue Fundstelle sind unbekannt. Aus Litoměřice ist noch ein zweites Depot bekannt, das aber in die späte Bronzezeit datiert. Aus der Umgebung des Orts stammt noch ein weiteres, frühbronzezeitliches Depot.

## Zusammensetzung
Das Depot besteht aus zwei bronzenen schweren, offenen Ovalringen mit sich verjüngenden Enden und Querrippen.